# Forsyth (Montana)
Forsyth er en amerikansk by og administrativt centrum for det amerikanske county Rosebud County i staten Montana. I 2000 havde byen et indbyggertal på 1.944.
46°16′00″N 106°40′41″V / 46.2667°N 106.678°V